# Боровцы (Черновицкая область)
Боровцы́ (укр. Борівці) — село в Веренчанской сельской общине Черновицкого района Черновицкой области Украины.
До 2020 года входило в Кицманский район
Население по переписи 2001 года составляло 1601 человек. Почтовый индекс — 59311. Телефонный код — 3736. Код КОАТУУ — 7322581001.